# Palazzo Bastai Rittafé
Palazzo Bastai Rittafé è un edificio storico del centro di Firenze, situato in via de' Pandolfini 18 angolo via delle Seggiole.

## Storia e descrizione
Il palazzo, secondo quanto riportato dalla letteratura consultata, fu eretto dai Bastai, detti i "Rittafé" forse per la loro correttezza, e fu di proprietà dei Niccolini e quindi dei Libri. Sicuramente nella prima metà del Settecento era stato unito alle proprietà dei Galli Tassi che abitavano l'omonimo palazzo al n. 20: lo documenta un cabreo del 1753 pubblicato da Gian Luigi Maffei che ne mostra una veduta assonometrica su ambedue i fronti, e che mostra quello su via de' Pandolfini organizzato su tre piani per tre assi, con il portone centrale affiancato da due piccole finestre. 
Ancora come proprietà Galli Tassi appare in una serie di piante, prospetti e sezioni databili alla metà dell'Ottocento (rese note da Piero Roselli e da Maffei), che mostrano come nel frattempo fosse intervenuta la soprelevazione di un piano ma per due soli assi, dal lato del palazzo principale. Alla morte dell'ultimo membro di questo ramo della casata, Angiolo Galli Tassi (1792-1863), la casa passò per lascito ereditario agli Ospedali Toscani e quindi utilizzata negli anni di Firenze Capitale, dopo importanti interventi di trasformazione assieme al palazzo principale, come sede, in affitto, del Ministero dell'Agricoltura Industria e Commercio. 
Successivamente la proprietà fu frammentata fino a che questa porzione venne acquistata dal Comune di Firenze. Questo ne curò il restauro riportandola a una ideale forma tre quattrocentesca, estendendo l'ultimo piano ai tre assi. Nell'intervento (con ampie integrazioni e soprattutto con diffuse ricostruzioni) si unirono in realtà assieme elementi propri di fasi architettoniche diverse, con ampio uso di graffiti decorativi a fascia di disegno tardo quattrocentesco. A rendere ancora più plausibile la piacevole finzione, furono poi posizionati numerosi ferri da facciata, dagli erri ai ferri portabandiera, fino a inserire sulla cantonata una vistosa lumiera in ferro battuto, ben poco consona alle forme eleganti ma modeste documentate dal cabreo prima citato. 
Attualmente il palazzo è sede della Ludoteca Musicale del Comune di Firenze.

## Bibliografia

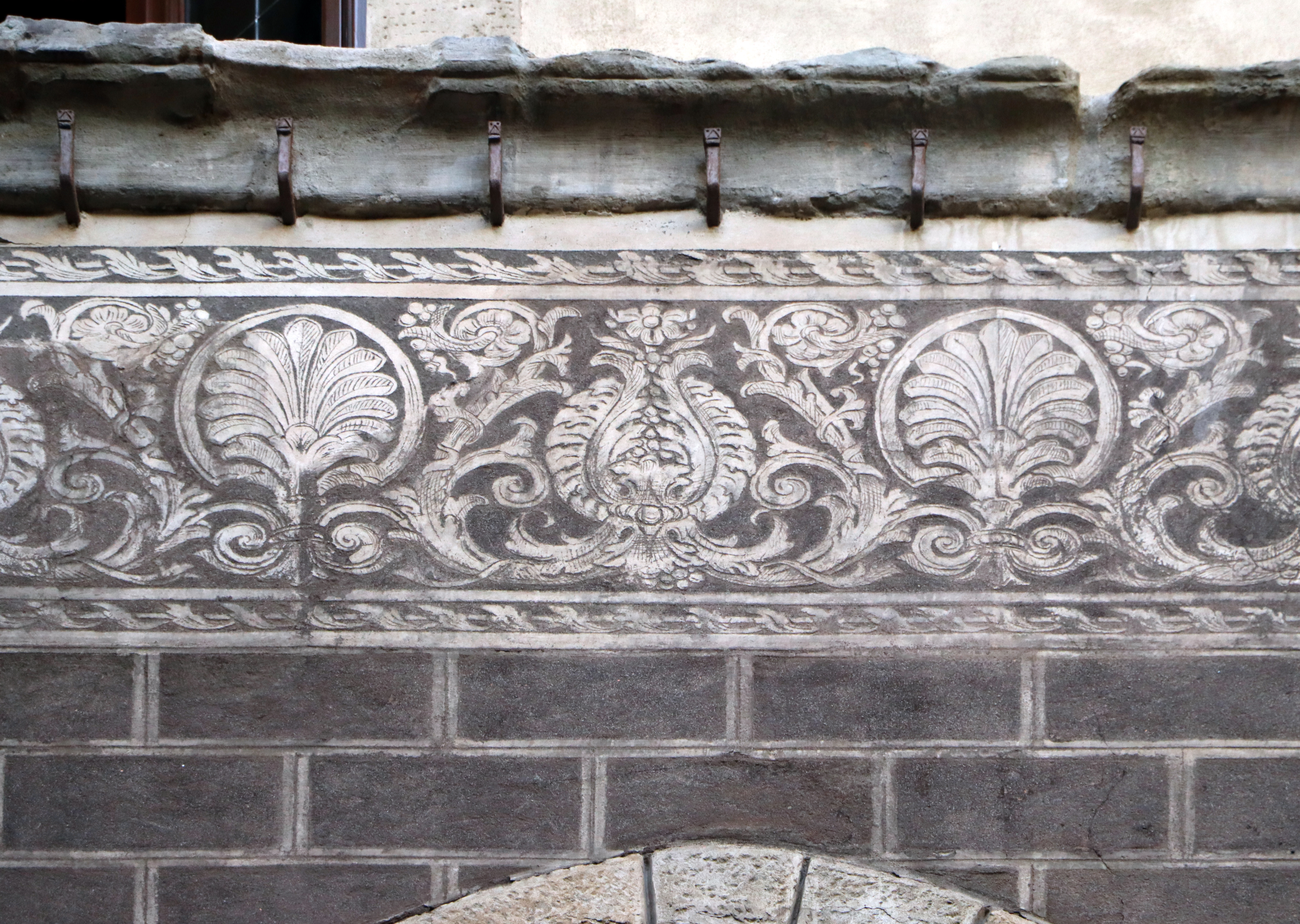
I graffiti